# 杜倫·沙加
杜倫·沙加（1991年3月28日—），是一名阿爾巴尼亞職業足球員，現時效力瑞士足球超級聯賽球會巴素利及阿爾巴尼亞國家足球隊。司職防守中場、右閘。
2008年，沙加於瑞士足球超級聯賽球會巴素利開始其職業生涯，出任的位置為一名右閘。於2012-13賽季外借往草蜢後，他改為出任防守中場的位置。
在國家隊方面，沙加於2014年開始為阿爾巴尼亞國家足球隊上陣，上陣20場，並參加了2016年歐洲國家盃。
他的弟弟格列·沙加也同是司職防守中場的職業球員，現效力利華古遜。

## 榮譽
巴素利
- 瑞士足球超級聯賽冠軍 : 2010–11、2013–14、2014–15、2015–16、2016–17
- 瑞士盃冠軍 : 2016–17、2018–19

草蜢
- 瑞士盃冠軍 : 2012–13

## 外部連結
- 杜倫·沙加於巴素利官方網站上的資料 （德文）
- 杜倫·沙加 （页面存档备份，存于）於瑞超官方網站上的資料 （德文）
- Soccerway資料庫：杜倫·沙加
- 杜倫·沙加在 National-Football-Teams.com 上的出场纪录
- 杜倫·沙加－UEFA國際賽競賽紀錄
- 杜倫·沙加於FSHF上的資料